# El Villar de Enciso
El Villar ou El Villar De Enciso est une commune de la communauté autonome de La Rioja, en Espagne.

## Histoite
Peu de choses historiques sont connues sur El Villar De Enciso. Il est encore peuplé par environ 90 personnes.

## Lieux Et Monuments
- Le village comporte une église contenant deux cloches en très bon état, et dont l'une est centenaire.
- Le village est situé à proximité du village d'Enciso (Espagne).
- Etant situé dans les montagnes, à 803 mètres d'altitude, le paysage est tout simplement superbe, et les amateurs de randonnée y viennent régulièrement.
- La célèbre Route Des Dinosaures, (Ruta de los dinosaurios), passe à proximité du village.
- Un vieux lavoir désaffecté se trouve à proximité du village.